# Sol y sombra
Le sol y sombra est une boisson alcoolisée à base de brandy ou de cognac (sombra) et d'anis doux (sol). C'est une boisson traditionnelle et très populaire dans certaines régions d'Espagne, et une boisson courante dans les bars. Le cognac et l'anis doux sont généralement mélangés dans la même proportion, et servis dans un petit verre à liqueur.

## Histoire
Autrefois, après un repas, il était de coutume de demander au serveur un verre d'alcool, auquel il répondait par une seule question : « Anisette ou cognac ? » Cela s'explique par le fait que dans la plupart des bars espagnols, ces deux boissons sont très populaires car elles sont les plus populaires et les plus consommées. À un moment donné, une ou plusieurs personnes ont eu l'idée de mélanger les deux boissons, et c'est ainsi qu'est né le désormais célèbre cocktail sol y sombra. Ces mélanges sont généralement réalisés avec deux liqueurs de goût et de couleur opposés, ce qui donne lieu à un goût particulier.

## Ingrédients
Pour préparer ce cocktail, verser d'abord la glace dans le shaker, puis ajoutez l'anis (sol) et le brandy ou de cognac (sombra) dans le récipient et mélanger les deux liqueurs afin qu'elles soient parfaitement intégrées ; à l'aide d'une cuillère ou d'une louche. Après s'être assuré que le shaker est parfaitement fermé, secouer vigoureusement afin que les saveurs se mélangent et que la glace refroidisse les liqueurs. Enfin, versez le mélange sol y sombra dans les verres, en les remplissant à moitié.